# Martin Skalsky
Martin Skalsky (* 1977 in Zürich) ist ein schweizerisch-tschechischer Film-Komponist und Regisseur.

## Leben
Martin Skalsky studierte Komposition an der Zürcher Hochschule der Künste (ZHdK), sowie Musikwissenschaft, Wirtschaft und Informatik an der Universität Zürich. Zudem studierte er Gesang bei Kris Vaio in Zürich und bei Franz Lukasovsky in Wien.

## Beim Film
Skalsky gründete 2007 mit Christian Schlumpf und Michael Duss zusammen die Triplet-Studios in Zürich und Berlin. Er komponierte die Musik zu mehreren Kinofilmen, unter anderem zum mehrfach ausgezeichneten Film Ein Sommersandtraum (2011) von Peter Luisi oder für den mit dem Publikumspreis des Internationalen Filmfestival Locarno 2015 ausgezeichneten Film Schweizer Helden. 2012–2020 komponierte er neben seinen Arbeiten für Spiel- und Dokumentar-Kinofilme die Musik für die deutsche Fernsehserie Lindenstraße. Im 2019 führte er erstmals Regie zu seinem Kino-Dokumentarfilm "Cody - the dog days are over", ein Film über das Verhältnis zwischen Mensch und Tier.

## Konzerte
Skalskys Konzertmusik wurde in mehreren Ländern aufgeführt, unter anderem in der Schweiz, den Vereinigten Staaten, Ungarn und Brasilien. Er wurde zweifach als Komponist zum Festival junger Künstler Bayreuth (2003 und 2004) eingeladen.

## Filmografie (Auswahl)
- 2010: Die Praktikantin
- 2010: Vermessene Wildnis
- 2011: Parallel
- 2011: Ein Sommersandtraum (Der Sandmann)
- 2012: Marc Forster – cinemasuisse
- 2012: Boys are us
- seit 2012: Lindenstraße
- 2012/2013: Die Schweizer
- 2013: The NY Pizza confessions
- 2013: De Ietsnut
- 2014: Plötzlich Deutsch
- 2014: Schweizer Helden
- 2015: Rider Jack
- 2015: Reset & Restart
- 2016: Offshore – Elmer und das Bankgeheimnis
- 2016: Wilsberg: Tod im Supermarkt
- 2016: Le Voyageur
- 2017: Flitzer
- 2018: Mario
- 2019: Nina - Die Vergessenen
- 2019: Cody - the dog days are over[2]
- 2020: Ala Kachuu[3]
- 2020: Lost in Paradise
- 2021: Princess